# نیک تونز: فریز فریم فرنزی
نیک تونز: فریز فریم فرنزی (همچنین به عنوان باب اسفنجی شلوار مکعبی و دوستان:فتال فریم در مناطق PAL نامیده می شود) یک بازی ویدیویی برای گیم بوی ادونس است که بر اساس نیک تونز مختلف ساخته شده است. این بازی برای گیم بوی ادونس در تاریخ ۲۰ سپتامبر ۲۰۰۴ منتشر شد.

## داستان
شخصیت های بسیاری از دنیای نیکلودئون به اشتباه در دنیای یکدیگر قرار گرفته اند. ماموریت جیمی نوترون این است که وضعیت را برطرف کند. او دنی فانتوم ، آرنولد شورتمن ، باب اسفنجی ، تامی پیکلز ، اوتو راکت و تیمی ترنر ار برای اعزام از شخصیت های نابجا با اختراع جدید خود ، "نوترینو کم-۴۰۰۰" ، دوربینی که به عنوان یک تلپورتر نیز کار می کند ، می فرستد. که آنها را به دنیای خودشان بازگرداند.
با پیشرفت بازیکن ، مشخص می شود که زیم مغز متفکر کل این خرابکاری است و جیمی پس از پاک کردن تمام سطوح توسط بازیکن ، به زودی متوجه می شود. جیمی با موشک خود به سمت کشتی زیم پرواز کرده و طرح ایرکن را متوقف می کند. زیم پس از گرفتن عکس گروهی ، روی نقشه جدید خود برای تصاحب جهان کار می کند.

## گیم پلی
در هر سطح ، بازیکن باید پیشرفت کند و تعداد مشخصی از نقاط تعیین شده را برآورده کند. این کار با انجام ماموریت های زیر حاصل می شود:
- عکاسی از تعداد مشخصی از شخصیت های خارج از مکان
- عکاسی از چیزی منحصر به فرد در آن سطح (به عنوان مثال ، "یک عکاس دیگر" در مرحله مدرسه ابتدایی دیمس دیل)
- عکاسی از تعداد مشخصی از شخصیتهای درجا (معمولاً شش)
- عکاسی از شش وسیله خاص در سطح آن (یعنی چتر دریایی در پایین بیکینی)

بازیکن لزوماً نیازی به تحقق همه این اهداف ندارد ، اما توصیه می شود که آنها عمدتاً بر روی عکسبرداری از شخصیت های بی جا تمرکز کنند. عکاسی و انتقال این شخصیت ها هر کدام ۱۰۰۰ امتیاز دارد ، در حالی که هر چیز دیگر ۱۰ ارزش دارد. با این حال ، اگر بازیکن علاوه بر این اهداف دیگر را نیز پاک کند ، امتیاز پاداش می گیرد.
در طول سطح ، دوربین بازیکن می تواند توسط پیچ و مهره های مکانیکی که روی زمین غلت می خورند آسیب ببیند ، اما شخصیت می تواند برای دفع آن از آن عکس بگیرد. اگر پیچ به پخش کننده برسد ، شخصیت ها خودشان از این آسیب نمی‌بینند (بلکه به عقب بازمی گردند) ، اما از قضا کافی دوربین خراب می شود ، و اگر متر انرژی آن کاملاً تخلیه شود ، خراب می شود و جیمی نوترون مجبور است آن را تعمیر کند در حالی که به بازیکن گزینه ادامه داده می شود. اگر بازیکن نتواند به امتیاز گل لازم برای آن سطح برسد ، در یک سطح نیز شکست خواهد خورد.
در پایان هر جهان ، شخصیت با رئیس رباتی روبرو خواهد شد که شبیه شخصیت دیگری است. برای شکست دادن رئیس ، بازیکن باید چندین بار از آن عکس بگیرد ، آنها را در اولین فلاش دوربین خیره کند و سپس با یک فلاش دیگر ضربه وارد کند. در طول نبردهای رئیس ، کارفرمایان پیچ و مهره های مکانیکی خواهند زد که به اندازه آسیب دیدگی در سطوح عادی آسیب می رسانند. قبل از هر نبرد رئیس ، شخصیت بازیکن و رئیس درگیر مکالمه ای می شوند که بسته به اینکه شخص از کدام شخصیت استفاده می کند متفاوت است (به عنوان مثال ، تیمی به ربات هلگا اظهار می کند: "چیزی به من می گوید که حتی بدتر هم خواهی شد پرستار کودک از ویکی ! ")؛ اگر بازیکن از شخصیتی استفاده کند که نمایش مشابه شخصیتی را دارد که ظاهر ربات بر اساس آن ساخته شده باشد ، مکالمه کمی طولانی تر می شود.

## بازخورد
| گردآورنده | امتیاز |
| --------- | ------ |
| متاکریتیک | ۵۳/۱۰۰ |